# Conferência do Potengi

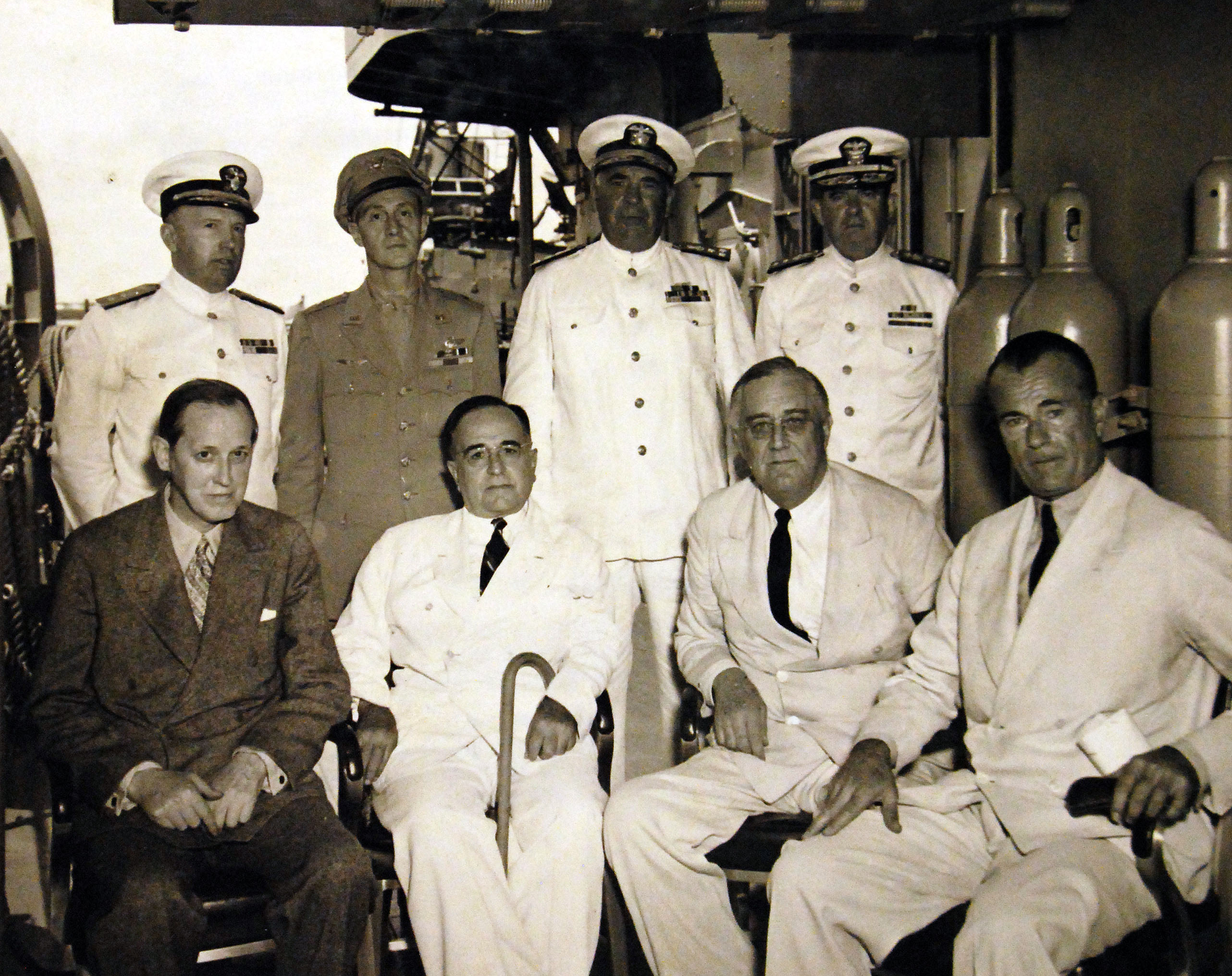
O presidente do Brasil, Getúlio Vargas, e dos EUA, Franklin Roosevelt, a bordo do USS Humboldt, durante a Conferência do Rio Potenji, com Harry Hopkins, conselheiro de Roosevelt (à esquerda) e Jefferson Caffery, embaixador dos EUA no Brasil (à direita).

A Conferência de Natal ou Conferência do Potengi foi uma reunião ocorrida em 28 de janeiro de 1943 entre o então presidente do Brasil, Getúlio Vargas e o presidente dos Estados Unidos, Franklin Delano Roosevelt. Voltando da Conferência de Casablanca, que decidiu sobre o caminho a ser seguido pelos aliados, o presidente americano decidiu visitar as instalações militares na região de Natal, que contribuíam principalmente com o envio de aeronaves e suprimentos para os frontes na África e Ásia. Além da visita, ocorreu a conferência entre os dois presidentes a bordo de um destroyer americano (USS Humboldt) atracado no porto de Natal, no Rio Grande do Norte. O porto está localizado às margens do Rio Potengi, daí o nome da conferência. No evento foram definidos os acordos que deram origem à Força Expedicionária Brasileira (FEB); o que em contrapartida garantiu recursos para a consolidação da Companhia Siderúrgica Nacional brasileira. 
Entre os assuntos tratados no encontro, estavam a proteção do Atlântico Sul e o incremento da produção da borracha e outros insumos na Amazônia, fundamental para a fabricação de material bélico pelos Estados Unidos. Também discutiram uma participação mais efetiva do Brasil no combate. Eles visitaram as obras da base aérea de Parnamirim e do porto de Natal, utilizados pelos norte-americanos. Os presidentes divulgaram uma declaração conjunta, onde afirmavam: “Tivemos ocasião de estudar a segurança das Américas. Estamos convencidos de que cada uma das repúblicas americanas está nela igualmente atingida e interessada. A força está na unidade”. Até aquele momento, a Argentina era o único país do continente que não se havia posicionado ao lado dos Estados Unidos na guerra contra os países do Eixo. O país se manteria oficialmente neutro até praticamente o fim do conflito.